# Tournoi des Cinq Nations 1956
Navigation
Tournoi 1955 Tournoi 1957
Le Tournoi des Cinq Nations 1956 (du 14 janvier au 14 avril 1956) voit la victoire du pays de Galles. C'est une défaite face à l'Irlande pour son troisième match qui le prive d'un Grand Chelem.

## Classement
| Rang | Nations            | J | V | N | D | PP | PC | Δ   | Pts |
| ---- | ------------------ | - | - | - | - | -- | -- | --- | --- |
| 1    | Pays de Galles (T) | 4 | 3 | 0 | 1 | 25 | 20 | +5  | 6   |
| 2    | Angleterre         | 4 | 2 | 0 | 2 | 43 | 28 | +15 | 4   |
| 2    | France (T)         | 4 | 2 | 0 | 2 | 31 | 34 | -3  | 4   |
| 2    | Irlande            | 4 | 2 | 0 | 2 | 33 | 47 | -14 | 4   |
| 5    | Écosse             | 4 | 1 | 0 | 3 | 31 | 34 | -3  | 2   |

- Légende :
J matches joués, V victoires, N matches nuls, D défaites
PP points marqués, PC points encaissés, Δ différence de points PP-PC
Pts points de classement (barème : 2 points pour une défaite, 1 point en cas de match nul, rien pour une défaite)
T Tenants conjoints du titre 1955.
- La meilleure attaque est anglaise et la meilleure défense galloise.

## Résultats
Les matches sont joués le samedi sur dix dates :
| Édimbourg, 14 janvier 1956                    | Écosse         | 12 - 0  | France         |
| Londres, 21 janvier 1956                      | Angleterre     | 03 - 8  | pays de Galles |
| Colombes, 28 janvier 1956                     | France         | 14 - 8  | Irlande        |
| Cardiff, 4 février 1956                       | pays de Galles | 09 - 3  | Écosse         |
| Londres, 11 février 1956 0Londres, Twickenham | Angleterre     | 20 - 0  | Irlande        |
| Dublin, 25 février 1956                       | Irlande        | 14 - 10 | Écosse         |
| Dublin, 10 mars 1956                          | Irlande        | 11 - 3  | pays de Galles |
| Édimbourg, 17 mars 1956                       | Écosse         | 06 - 11 | Angleterre     |
| Cardiff, 24 mars 1956                         | pays de Galles | 05 - 3  | France         |
| Colombes, 14 avril 1956                       | France         | 14 - 9  | Angleterre     |

## Les matches de la France
Feuilles de matches de la France :

### Écosse - France
L'Écosse bat la France pour la première fois depuis 1950 :
| 14 janvier 1956 Temps pluvieux et froid. | Écosse Capitaine : J Greenwood                         | 12 - 0 (6-0) | France Capitaine : G Dufau | Murrayfield, Édimbourg Terrain gras 70 000 spectateurs Arbitre : M Dowling |
| 14 janvier 1956 Temps pluvieux et froid. | Essai(s) : 2 J Kemp Pénalité(s) : 2 A Smith, A Cameron |              |                            | Murrayfield, Édimbourg Terrain gras 70 000 spectateurs Arbitre : M Dowling |
| 14 janvier 1956 Temps pluvieux et froid. |                                                        |              |                            | Murrayfield, Édimbourg Terrain gras 70 000 spectateurs Arbitre : M Dowling |

### France - Irlande
Troisième victoire consécutive de la France face à l'Irlande :
| 28 janvier 1956 Temps sombre avec bruine. | France Capitaine : G Dufau                                                                   | 14 - 8 (3-0) | Irlande Capitaine : J Ritchie                                             | Stade Yves-du-Manoir, Colombes Bon terrain 26 054 spectateurs Arbitre : P Cooper |
| 28 janvier 1956 Temps sombre avec bruine. | Essai(s) : 2 A Boniface, Baulon Transformation(s) : 1/2 Vannier Drop(s) : 2 Vannier, Bouquet |              | Essai(s) : A O'Reilly Transformation(s) : A Pedlow Pénalité(s) : A Pedlow | Stade Yves-du-Manoir, Colombes Bon terrain 26 054 spectateurs Arbitre : P Cooper |
| 28 janvier 1956 Temps sombre avec bruine. |                                                                                              |              |                                                                           | Stade Yves-du-Manoir, Colombes Bon terrain 26 054 spectateurs Arbitre : P Cooper |

### Pays de Galles - France
Les Gallois poursuivent une série de déjà cinq victoires consécutives devant les Français :
| 24 mars 1956 Temps frais | Pays de Galles Capitaine : Stephens              | 5 - 3 (0-0) | France Capitaine : G Dufau | Arms Park, Cardiff Bon terrain 60 000 spectateurs Arbitre : P Cooper |
| 24 mars 1956 Temps frais | Essai(s) : C Williams Transformation(s) : G Owen |             | Essai(s) : Bouquet         | Arms Park, Cardiff Bon terrain 60 000 spectateurs Arbitre : P Cooper |
| 24 mars 1956 Temps frais |                                                  |             |                            | Arms Park, Cardiff Bon terrain 60 000 spectateurs Arbitre : P Cooper |

### France - Angleterre
Le 27e Crunch est le théâtre de la huitième victoire de la France sur l'Angleterre, et c'est également la troisième consécutive :
| 14 avril 1956 Temps gris et pluvieux. | France Capitaine : Celaya                                                         | 14 - 9 (6-6) | Angleterre Capitaine : Evans                    | Stade Yves-du-Manoir, Colombes Terrain légèrement glissant. 28 000 spectateurs Arbitre : I Davis |
| 14 avril 1956 Temps gris et pluvieux. | Essai(s) : 2 Pauthe Dupuy Transformation(s) : 1/2 Labazuy Pénalité(s) : 2 Labazuy |              | Essai(s) : P Thompson Pénalité(s) : 2 D Allison | Stade Yves-du-Manoir, Colombes Terrain légèrement glissant. 28 000 spectateurs Arbitre : I Davis |
| 14 avril 1956 Temps gris et pluvieux. |                                                                                   |              |                                                 | Stade Yves-du-Manoir, Colombes Terrain légèrement glissant. 28 000 spectateurs Arbitre : I Davis |